# Samuel Thorsteinsson
Samuel Pjeturson Thorsteinsson (Bíldudalur, 1º gennaio 1893 – Slagelse, 25 novembre 1956) è stato un calciatore danese nato in Islanda.

## Carriera

### Club
Nato in Islanda, Thorsteinsson si trasferì in Danimarca dove intraprese la carriera calcistica. Nel 1912 si trasferì in Italia, giocando per il Naples fino al 1913. Successivamente militò nell'AB di Copenaghen, club con cui giocò fino al 1920.

### Nazionale
Thorsteinsson giocò per la nazionale danese tra il 1918 e il 1919, collezionando 7 presenze e segnando 1 rete.